# Norden
Norden je město v Německu, ve spolkové zemi Dolní Sasko. Leží ve Východním Frísku na břehu Severního moře.
Má rozlohu přibližně 104 kilometrů čtverečních a bydlí v něm zhruba pětadvacet tisíc obyvatel.

## Partnerská města
- Bradford-on-Avon, Anglie, Spojené království, 1969
- Pasewalk, Meklenbursko-Přední Pomořansko, Německo, 1990